# Frankie și Johnny
Frankie și Johnny (în engleză Frankie and Johnny) este un film American din 1991 regizat de Garry Marshall și cu Al Pacino și Michelle Pfeiffer în rolurile principale , aflați la al doilea film împreună , primul fiind Scarface (1983) . Hector Elizondo , Nathan Lane și Kate Nelligan apar în roluri secundare . Coloana sonoră a fost compusă de Marvin Hamlisch .
Scenariul pentru Frankie și Johnny a fost adaptat de Terrence McNally după piesa sa off-Broadway Frankie and Johnny in The Clair de Lune (1987) cu Kenneth Welsh și Kathy Bates în rolurile principale . Spre deosebire de piesă , în film au fost adăugate și personaje secundare și diferite locații , acțiunea piesei desfășurându-se într-un singur apartament doar între cei cele două personaje eponime .
Titlul face referire la popularul cântec tradițional American 'Frankie and Johnny' , apărut în 1904 , cântec ce spune povestea unei femei care își găsește bărbatul făcând dragoste cu o altă femeie și astfel îl împușcă mortal .
Un alt film cu același nume , Frankie and Johnny (1966) cu Elvis Presley și Donna Douglas , și-a luat numele tot după celebrul cântec dar nu are nici o legătură cu producția din 1991 .

## Rezumat
Johnny (Al Pacino) este un bărbat de vârstă mijlocie , singuratic și proaspăt ieșit de la închisoare . El se angajează ca bucătar într-un restaurant patronat de o familie de greci . Aici , el o întâlnește și se îndrăgostește de Frankie (Michelle Pfeiffer) , o femeie nemulțumită de viața pe care o duce . Problema este că Frankie se simte pierdută în propria-i monotonie , iar Johnny nu o poate convinge că dragostea pe care i-o poartă este adevărată .
Unul din cele mai frumoase finaluri , cu o panoramare lentă peste ferestrele apartamentelor unde fiecare își înfruntă cum poate singurătatea . Totul pe învăluitoarea muzică a lui Debussy , Clair de Lune , dar care se potrivește perfect cu redeșteptarea pentru o nouă zi plină de promisiuni .
Kate Nelligan a câștigat premiul BAFTA pentru "Cel mai bun rol secundar feminin" .

## Distribuție
- Al Pacino . . . . . Johnny
- Michelle Pfeiffer . . . . . Frankie
- Hector Elizondo . . . . . Nick
- Nathan Lane . . . . . Tim
- Kate Nelligan . . . . . Cora
- Jane Morris . . . . . Nedda
- Greg Lewis . . . . . Tino
- Al Fann . . . . . Luther
- Ele Keats . . . . . Artemis
- Fernando López . . . . . Jorge

## Premii și nominalizări

### Premiul BAFTA
- BAFTA pentru cea mai bună actriță în rol secundar - Kate Nelligan (câștigat)

### Premiul Globul de Aur
- Premiul Globul de Aur pentru cea mai bună actriță (muzical/comedie) - Michelle Pfeiffer (nominalizat)